# Estêvão I de Borgonha
Estêvão I de Borgonha (1065 — 27 de Maio de 1102) também conhecido pela alcunha em francês "Tête Hardi", o "Cabeça Dura", foi conde da Borgonha na ausência do seu irmão Reinaldo III da Borgonha, Conde de Borgonha, e conde de Macon e conde de Viena. 
Em 1097 o referido seu irmão confiou-lhe a regência do condado, sendo que com 32 anos, e por direito próprio da sucessão ele tornou-se, após a morte dele na Primeira Cruzada, que se estendeu de até 1099. Estêvão por sua vez partiu também em cruzada para a Terra Santa, onde morreu em 1102. 

## Relações familiares
Era filho do conde Guilherme I, Conde da Borgonha e de Etiennette de Borgonha, Condessa de Viena. sendo assim o irmão mais novo do conde Reinaldo II, Conde da Borgonha a quem sucedeu, e irmão do Papa Calisto II.
Foi casado com a condessa Beatriz da Lorena, filha de Gerardo I da Lorena e de Heduvige de Namur, de quem teve:
1. Reinaldo III da Borgonha, que herdou do seu pai o condado da Borgonha e foi casado com Agathe de Lourena.
2. Guilherme IV de Borgonha (1088 - 1157), conde de Mâcon, que casou com Poncette de Traves.
3. Elisabeth da Borgonha, que casou com Hugues I de Blois, conde de Champagne.
4. Marguerite da Borgonha casada com Guigues IV de Albon, conde de Albon.